# Asa Philip Randolph
Asa Philip Randolph (Crescent City, 15 aprile 1889 – New York, 16 maggio 1979) è stato un sindacalista e attivista statunitense, leader dei diritti civili.

## Biografia
Randolph nacque nella città di Crescent City in Florida, figlio di James William, pastore della Chiesa metodista episcopale africana e di Elizabeth Robinson Randolph, una sarta. La sua famiglia si trasferì nel 1891 a Jacksonville. Randolph studiò scienze politiche ed economia presso il City College di New York. Fu qui che conobbe la sua futura moglie, Lucille Campbell Green, studentessa di sociologia e scienze politiche alla Columbia University. Insieme, nel 1917 ad Harlem, diedero vita ad una rivista radicale chiamata The Messenger (Il Messaggero) di ispirazione socialista. 
Nel 1917 Randolph ebbe la sua prima esperienza con l'organizzazione del lavoro, quando formò un'unione sindacale di operatori di ascensori a New York. Nel 1919 divenne presidente della Confraternita Nazionale dei Lavoratori d'America, un sindacato dei lavoratori afro-americani edili e portuali nella regione Tidewater in Virginia. L'unione fu sciolta nel 1921, sotto la pressione della Federazione Americana del Lavoro (AFL). 
Nel 1925 Randolph organizzò l'unione Confraternita dei facchini dei vagoni letto (Brotherhood of Sleeping Car Porters, BSPC) nella Pullman Company, che produceva e gestiva carrozze ferroviarie. Dopo anni di lotta, i dipendenti della società, per lo più afro-americani, ottennero di partecipare ai negoziati con l'azienda nel 1935, che portarono due anni dopo ad un accordo. I dipendenti ebbero 2 milioni di dollari di aumento di stipendio, una settimana lavorativa più corta e il pagamento degli straordinari. La BSPC era associata con la AFL.

### Leader dei diritti civili
Grazie al successo con la BSCP, Randolph emerse come uno dei portavoce più visibili per i diritti civili degli afroamericani. Nel 1941, insieme a Bayard Rustin e A.J. Muste, propose una marcia su Washington per protestare contro la discriminazione razziale nelle industrie belliche, chiedendo la fine alla segregazione, l'accesso al lavoro di difesa, la proposta di una legge contro il linciaggio e per la desegregazione delle forze armate. Randolph era convinto del potere della pacifica azione diretta, ispirato dal successo del Mahatma Gandhi contro l'occupazione britannica. Randolph minacciò di avere 50.000 neri pronti a marciare sulla città. La protesta fu annullata dopo che il presidente degli Stati Uniti Franklin D. Roosevelt emise l'ordine esecutivo 8802, o la legge sulla giusta occupazione. Alcuni attivisti, tra cui Rustin, si sentirono traditi perché l'ordine di Roosevelt vietava solo la discriminazione all'interno delle industrie belliche e non nelle forze armate. Tuttavia, la legge sulla giusta occupazione è generalmente considerata un'importante prima vittoria per i diritti civili. 
Randolph rimase molto popolare. Si stima che nel 1942 18.000 neri erano al Madison Square Garden per sentire Randolph dare il via ad una campagna contro la discriminazione in campo militare, nelle industrie belliche, nelle agenzie governative, e nel sindacati. Dopo l'approvazione della legge, durante sciopero dei trasporti del 1944 a Filadelfia, il governo sostenne i lavoratori afro-americani. 
Incoraggiati da questi successi, Randolph e altri attivisti continuarono a fare pressioni per i diritti degli afroamericani. Nel 1947 Randolph, insieme con il collega Grant Reynolds, fece nuovamente campagna per porre fine alla discriminazione nelle forze armate, creando il "Comitato contro Jim Crow nell'esercito", in seguito ribattezzata la Lega per la disobbedienza civile non violenta. Quando il presidente Truman chiese al Congresso un progetto di legge per il reclutamento dell'esercito in tempo di pace, Randolph esortò i giovani neri a rifiutare la registrazione. Poiché Truman era in difficoltà in vista delle elezioni presidenziali del 1948 e aveva bisogno del sostegno della crescente popolazione nera negli Stati del nord, alla fine capitolò e il 26 luglio 1948, il presidente abolì la segregazione razziale nelle forze armate attraverso l'Ordine esecutivo 9981. 
Nel 1950, insieme a Roy Wilkins, segretario esecutivo della NAACP, e, Arnold Aronson, uno dei capi del Community Relations Jewish National Advisory Council, Randolph fondò la Leadership Conference on Civil and Human Rights (LCCR). La LCCR è una grande coalizione di diritti civili e ha coordinato campagne nazionali a favore di tutte le principali leggi per i diritti civili dal 1957. 
Randolph e Rustin formarono inoltre un'alleanza importante con Martin Luther King. Nel 1957, quando le scuole del sud si opposero alla desegregazione, in seguito alla sentenza sul caso Brown contro l'ufficio scolastico di Topeka, Randolph organizzò un pellegrinaggio di preghiera per la libertà con Martin Luther King. Nel 1958 e nel 1959 Randolph organizzò la Marcia della Gioventù per l'integrazione nelle scuole a Washington. Nello stesso periodo guidò con Rustin manifestazioni pacifiche in Alabama. Le proteste dirette da James Bevel in città come Birmingham e Montgomery provocarono una reazione violenta da parte della polizia e del locale Ku Klux Klan nell'estate del 1963, eventi ripresi dalla televisione e trasmessi in tutto il mondo. In parte a causa delle violenze di Birmingham, la presidenza Kennedy si impegnò sui diritti civili, cercando di porre fine alle leggi Jim Crow una volta per tutte. 
Randolph riuscì infine a mettere in pratica la sua idea di marcia su Washington per il lavoro e la libertà il 28 agosto 1963, che vide la partecipazione tra 200.000 e 300.000 persone nella capitale. L'evento è spesso ricordato come il punto più alto del movimento dei diritti civili, e aiutò a mantenere attiva l'attenzione pubblica sulla questione. Tuttavia, quando il presidente Kennedy fu assassinato tre mesi più tardi, la legge per i diritti civili si bloccò in Senato. Solo l'anno successivo, con la presidenza di Lyndon B. Johnson, la legge sui diritti civili fu approvata. Nel 1965 fu poi approvata la legge sul diritto al voto (Voting Rights Act).